# Doru Dumitru Palade
Dumitru Doru Palade (n. 1 noiembrie 1937 - d. 6 noiembrie 2021) a fost un deputat român în legislatura 2000-2004, ales în județul Botoșani pe listele partidului PRM. În cadrul activității sale parlamentare, Dumitru Doru Palade a fost membru în grupurile parlamentare de prietenie cu Regatul Maroc și Ungaria.
Dumitru Doru Palade a fost ministrul cercetării și al tehnologiei în perioada 19 noiembrie 1992 - 11 decembrie 1996 în Guvernul Nicolae Văcăroiu. 
Dumitru Doru Palade a fost profesor la Universitatea Politehnică București.

## Legături externe
- Doru Dumitru Palade Arhivat în 4 martie 2024, la Wayback Machine. la cdep.ro